# Емма Каннінг
Емма Каннінг (англ. Emma Canning) — ірландська кіноакторка та акторка театру.

## Раннє життя
У 2019 році Емма закінчила Гілдголську школу музики та театру у Лондоні.

## Творчість
Її перші ролі включають Ізабель в містичному серіалі Нерегулярні частини (The Irregulars) та молоду Антонію в історичній драмі Доміна. У 2022 році вона зіграла Джуді Сірс у п'єсі Trouble in Mind в Королівському національному театрі.
Серед її сценічних ролей також постановка п'єси Теннессі Вільямса «Ніч ігуани» в театрі Ноель Кауард разом з Клайвом Оуеном та Анною Ґанн.
У 2024 році вона зіграла Гелен у військовій драмі Володарі повітря на Apple TV+ та Кетлін у серіалі «Нічого не кажи» на Disney+. Вона також з'явилася у серіалі Citadel: Honey Bunny.
У 2024 році Емма Каннінг зіграла роль молодої Тули Харконнен у серіалі Дюна: Пророцтво. Її персонаж з'являється в флешбеках, де показано її дитинство. Емма працювала над цією роллю разом з Олівією Вільямс, яка виконувала роль дорослої Тули. Вони обговорювали динаміку сім'ї та особистість Тули, що допомогло Еммі краще зрозуміти свою роль.

## Фільмографія
| Рік  | Назва               | Роль           | Примітки                            |
| ---- | ------------------- | -------------- | ----------------------------------- |
| 2021 | Нерегулярні частини | Ізабель        | Епізод: "Chapter Three: Ipsissimus" |
| 2021 | Доміна              | Антонія Старша | 5 епізодів                          |
| 2024 | Володарі повітря    | Гелен          | 3 епізоди                           |
| 2024 | Новий образ         | Ельза          | Епізод: "Will You Return"           |
| 2024 | Нічого не кажи      | Кетлін         | 2 епізоди                           |
| 2024 | Дюна: Пророцтво     | Тула Харконнен | 3 епізоди                           |
| 2025 | Історія звуку       | Кларісса       |                                     |